# The Gordian Knot
The Gordian Knot er en amerikansk stumfilm fra 1911 af R. F. Baker.

## Medvirkende
- Francis X. Bushman - Harry Robbins
- Dorothy Phillips - Marion Walters